# 酶激活剂

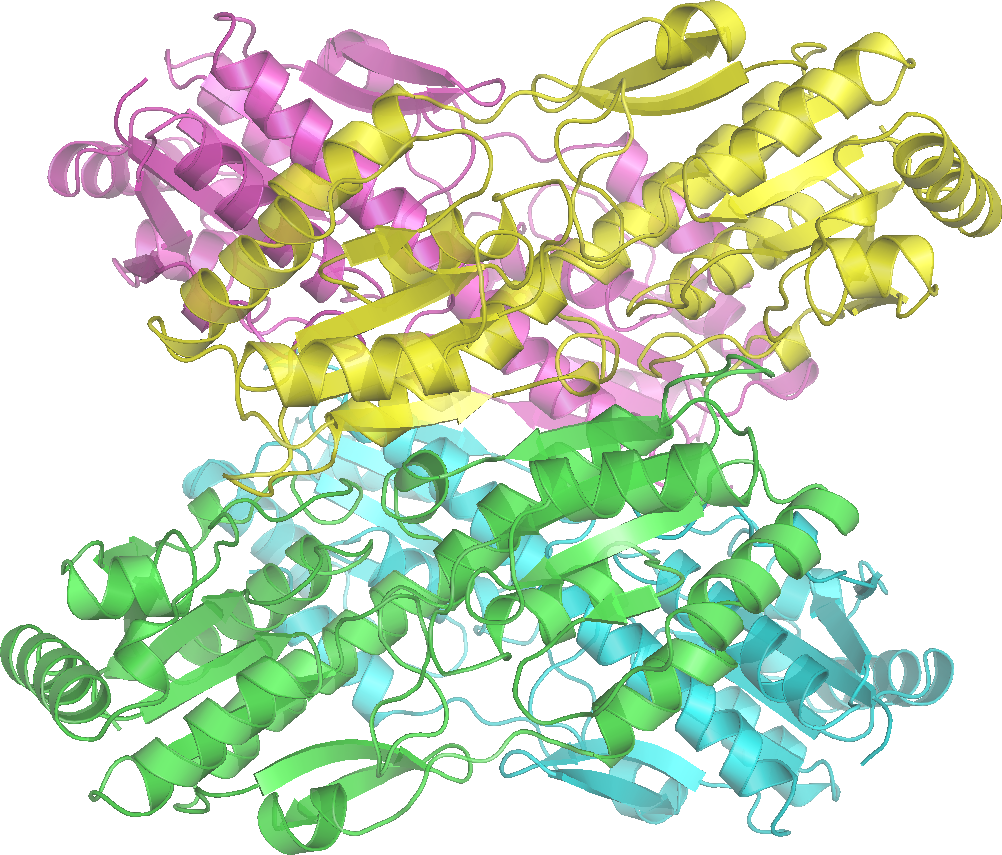
Bacillus stearothermophilus 磷酸果糖激酶分子结构。

酶激活剂是与酶结合并增加其活性的分子。 它们与酶抑制剂相反。这些分子通常参与控制代谢的酶的别构调节(Allosteric regulation
)。以这种方式起作用的酶激活剂的实例是2,6-二磷酸果糖，可以激活磷酸果糖激酶1，并且响应于激素胰岛素而增加糖酵解的速率。 在一些情况下，当底物结合酶的一个催化亚基时，这可以引发底物亲和力的增加以及酶的其他亚单位中的催化活性，因此底物充当活化剂。

## 例子

### 己糖激酶-I
己糖激酶-I（HK-I）是一种酶激活剂，因为它将葡萄糖吸入糖酵解途径。 其功能是磷酸化葡萄糖释放葡萄糖-6-磷酸（G6P）作为产物。 HK-I不仅发出信号激活将葡萄糖进入糖酵解，而且还维持低葡萄糖浓度以促进葡萄糖扩散到细胞中。 它具有两个催化结构域（N-末端结构域和C-末端结构域），它们通过α-螺旋连接。 N端作为C末端的变构调节剂; C-末端是唯一参与催化活性的物质。 HK-I受G6P浓度的调节，其中G6P作为反馈抑制剂。 在低G6P浓度下，HK-I被激活; 在高G6P浓度下，HK-I被抑制。